# Skrivriktning
Skrivriktning eller skriftriktning avser den riktning ett skriftspråk löper åt i skrift.

## Horisontal skrift

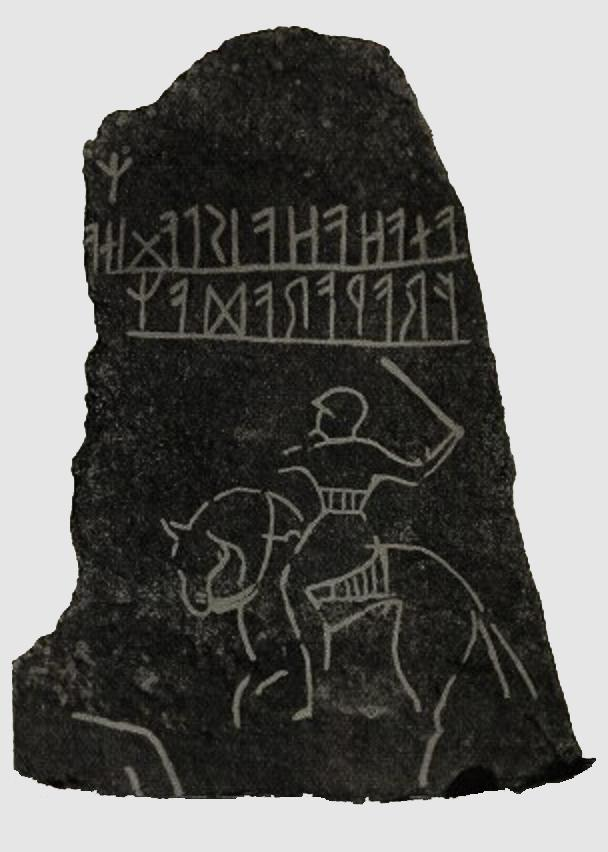
Möjbrostenen (U877) från 400–550 e.Kr., skriven horisontalt från höger till vänster gående nerifrån och upp.

Horisontal skrift är skrift som löper i vågräta rader. Den kan skrivas från vänster till höger eller från höger till vänster med raderna uppställda uppifrån nedåt eller nedifrån uppåt:
- horisontal vänster-till-höger-skrift – horisontal skrift som löper enkelriktat från vänster till höger
- horisontal höger-till-vänster-skrift – horisontal skrift som löper enkelriktat från höger till vänster
- horisontal plogskrift (bustrofedon) – horisontal skrift som löper omväxlande från vänster till höger och från höger till vänster per rad
- horisontal uppifrån-och-ner-skrift – horisontal skrift med raderna uppställda uppifrån nedåt
- horisontal nerifrån-och-upp-skrift – horisontal skrift med raderna uppställda nedifrån uppåt

Majoriteten av världens moderna skriftspråk använder horisontal skrift och läses uppifrån-och-ner med var rad. De flesta skriftspråk skrivs från vänster-till-höger, såsom latinsk skrift, men vissa skrivspråk skrivs istället höger-till-vänster, exempelvis hebreisk skrift.
| 1. | WIKIPEDIA DEN FRIA ENCYKLO- -PEDIN | 2. |
| 3. | WIKIPEDIA DEN FRIA ENCYKLO- -PEDIN | 4. |
| 5. | WIKIPEDIA DEN FRIA ENCYKLO- -PEDIN | 6. |

| 2. | ᴎƎᗡ AIᗡƎꟼIꞰIW -O⅃ꞰYↄᴎƎ AIᴙꟻ ᴎIᗡƎꟼ- | 1  |
| 4. | ᴎƎᗡ AIᗡƎꟼIꞰIW -O⅃ꞰYↄᴎƎ AIᴙꟻ ᴎIᗡƎꟼ- | 3. |
| 6. | ᴎƎᗡ AIᗡƎꟼIꞰIW -O⅃ꞰYↄᴎƎ AIᴙꟻ ᴎIᗡƎꟼ- | 5. |

| 1. | WIKIPEDIA DEN -O⅃ꞰYↄᴎƎ AIᴙꟻ -PEDIN | 2. |
| 4. | WIKIPEDIA DEN -O⅃ꞰYↄᴎƎ AIᴙꟻ -PEDIN | 3. |
| 5. | WIKIPEDIA DEN -O⅃ꞰYↄᴎƎ AIᴙꟻ -PEDIN | 6. |

| 5. | -PEDIN FRIA ENCYKLO- WIKIPEDIA DEN | 6. |
| 3. | -PEDIN FRIA ENCYKLO- WIKIPEDIA DEN | 4. |
| 1. | -PEDIN FRIA ENCYKLO- WIKIPEDIA DEN | 2. |

| 6. | ᴎIᗡƎꟼ- -O⅃ꞰYↄᴎƎ AIᴙꟻ ᴎƎᗡ AIᗡƎꟼIꞰIW | 5. |
| 4. | ᴎIᗡƎꟼ- -O⅃ꞰYↄᴎƎ AIᴙꟻ ᴎƎᗡ AIᗡƎꟼIꞰIW | 3. |
| 2. | ᴎIᗡƎꟼ- -O⅃ꞰYↄᴎƎ AIᴙꟻ ᴎƎᗡ AIᗡƎꟼIꞰIW | 1. |

| 5. | -PEDIN -O⅃ꞰYↄᴎƎ AIᴙꟻ WIKIPEDIA DEN | 6. |
| 4. | -PEDIN -O⅃ꞰYↄᴎƎ AIᴙꟻ WIKIPEDIA DEN | 3. |
| 1. | -PEDIN -O⅃ꞰYↄᴎƎ AIᴙꟻ WIKIPEDIA DEN | 2. |

## Vertikal skrift

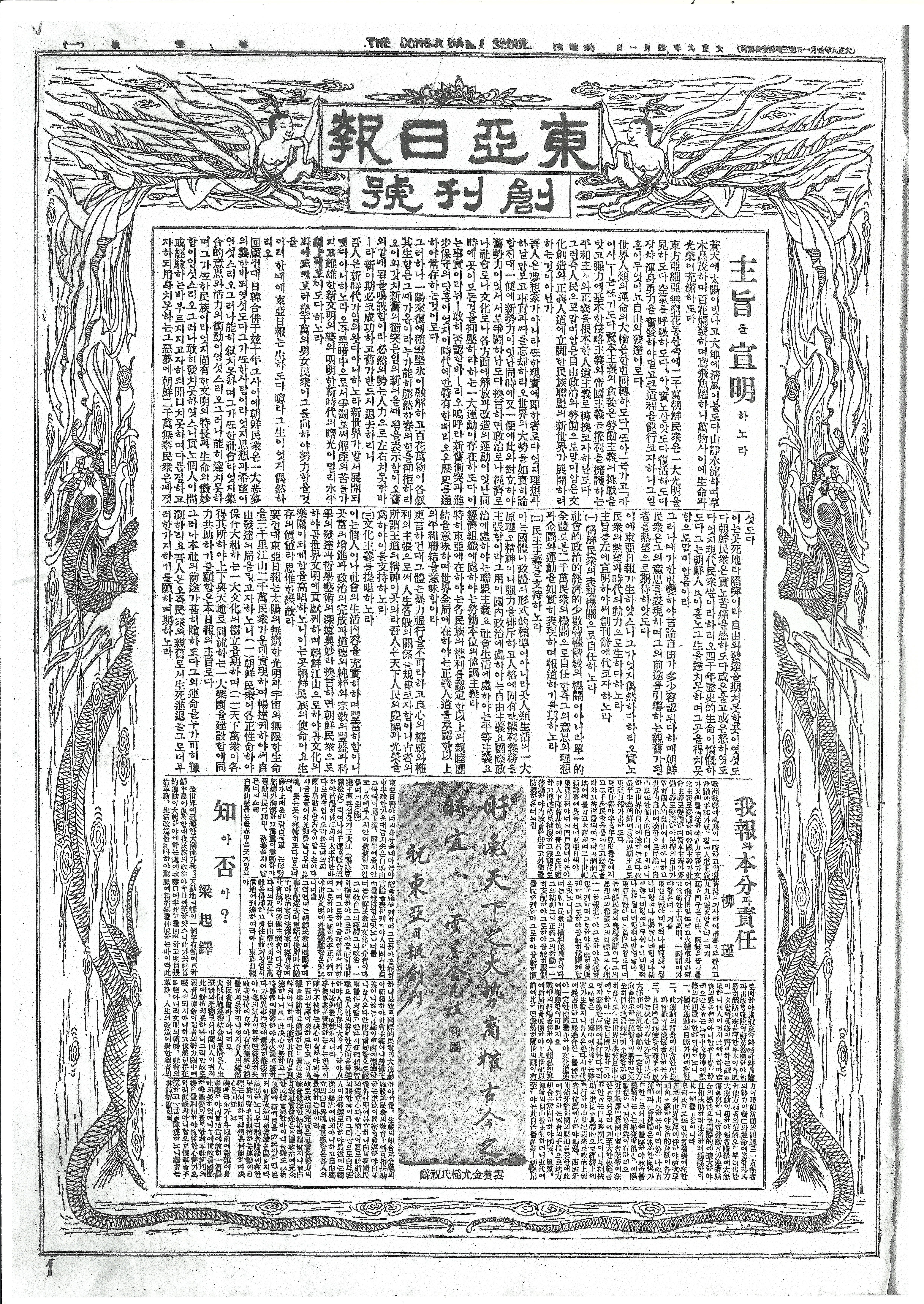
Koreansk vertikal skrift.

Vertikal skrift är skrift som löper i lodräta kolumner. Den kan skrivas uppifrån nedåt eller nedifrån uppåt med kolumnerna uppställda från vänster till höger eller från höger till vänster:
- vertikal vänster-till-höger-skrift – vertikal skrift med kolumnerna uppställda från vänster till höger
- vertikal höger-till-vänster-skrift – vertikal skrift med kolumnerna uppställda från höger till vänster
- vertikal plogskrift (bustrofedon) – vertikal skrift som löper omväxlande uppifrån nedåt och nedifrån uppåt per kolumn
- vertikal uppifrån-och-ner-skrift – vertikal skrift som löper enkelriktat uppifrån nedåt
- vertikal nerifrån-och-upp-skrift – vertikal skrift som löper enkelriktat nedifrån uppåt

Flera östasiatiska skriftspråk kan skrivas både horisontalt och vertikalt. 
| 1.                      | 3.                      | 5.          |
| W I K I P E D I A D E N | F R I A E N C Y K L O - | - P E D I N |
| 2.                      | 4.                      | 6.          |

| 2.                      | 4.                      | 6.          |
| N E D I A D E P I K I W | - O L K Y C N E A I R F | N I D E P - |
| 1.                      | 3.                      | 5.          |

| 1.                      | 4.                      | 5.          |
| W I K I P E D I A D E N | - O L K Y C N E A I R F | - P E D I N |
| 2.                      | 3.                      | 6.          |

| 5.          | 3.                      | 1.                      |
| - P E D I N | F R I A E N C Y K L O - | W I K I P E D I A D E N |
| 6.          | 4.                      | 2.                      |

| 6.          | 4.                      | 2.                      |
| N I D E P - | - O L K Y C N E A I R F | N E D I A D E P I K I W |
| 5.          | 3.                      | 1.                      |

| 5.          | 4.                      | 1.                      |
| - P E D I N | - O L K Y C N E A I R F | W I K I P E D I A D E N |
| 6.          | 3.                      | 2.                      |

## Historia
Egyptiska hieroglyfer skrevs horisontellt i valfri riktning med djur- och människo-glyferna vända mot skrivriktningen. Tidiga alfabet kunde skrivas i flera riktningar; vänster-till-höger, höger-till-vänster, uppifrån-och-ner eller med boustrofedon (oxplöjarskrift).
Grekiskan och dess efterföljare valde slutligen vänster-till-höger med rader uppifrån-och-ner. Andra som arabiska och hebreiska skrivs från höger. Skrift som innehåller kinesiska tecken har traditionellt skrivits uppifrån och ner med kolumner från höger till vänster. På grund av ett ökande behov av att kunna inkludera begrepp skrivna med latinska bokstäver, matematiska och kemiska formler samt på grund av begränsningar i elektroniska filformat skrivs den allt oftare med västerländsk skrivriktning i rader från vänster till höger.